# Saldanha (Mogadouro)
Saldanha is een plaats (freguesia) in de Portugese gemeente Mogadouro en telt 203 inwoners (2001).